# Буглон
Буглон (фр. Bouglon) насеље је и општина у југозападној Француској у региону Аквитанија, у департману Лот и Гарона која припада префектури Марманд.
По подацима из 2011. године у општини је живело 610 становника, а густина насељености је износила 43,82 становника/km². Општина се простире на површини од 13,92 km². Налази се на средњој надморској висини од 49 метара (максималној 143 m, а минималној 35 m).

## Демографија
| 1962. | 1968. | 1975. | 1982. | 1990. | 1999. | 2011. |
| ----- | ----- | ----- | ----- | ----- | ----- | ----- |
| 507   | 540   | 516   | 503   | 532   | 528   | 610   |

График промене броја становника у току последњих година